# Digitaria montana
Digitaria montana är en gräsart som beskrevs av Johannes Jan Theodoor Henrard. Digitaria montana ingår i släktet fingerhirser, och familjen gräs. Inga underarter finns listade i Catalogue of Life.